# Mineros de Oort
Mineros del Oort (título original Mining the Oort, 1992) es una novela de ciencia ficción escrita por Frederik Pohl.

## Resumen de la trama
La trama sitúa al lector en un futuro próximo en el que se ha puesto en marcha un proceso de terraformación del planeta Marte. Para lograr dicho objetivo, cometas de la Nube de Oort son evaluados en base a su riqueza en ciertos elementos químicos, capturados por medio de complejos sistemas de estabilización y control operados por técnicos de la corporación Oortcorp y guiados hasta Marte, donde colisionan sobre la superficie de forma semi controlada liberando gases que a la larga contribuirán a la formación de una atmósfera compatible con la vida humana.
Dekker DeWoe, hijo del exminero de cometas Boldon DeWoe y criado en uno de los demes de Marte, planea seguir los pasos de su padre. A lo largo de su formación en la Tierra, Dekker se verá expuesto a los enormes contrastes culturales con su planeta natal, así como a la dureza del entrenamiento, mientras toma conciencia sobre las diferencias económicas, sociales y raciales con la gente que le rodea, hasta lograr ser asignado a un puesto en una de las estaciones de la compañía.
- Datos: Q55229623